# Davide Campari-Milano
Davide Campari-Milano – włoskie przedsiębiorstwo produkujące alkohole, założone w 1860 r. w Mediolanie przez Gaspare Campari. Sprzedaje swoje produkty w blisko 190 krajach oraz posiada 16 fabryk i 3 winnice.
W 2014 roku grupa osiągnęła łączny przychód w wysokości 1,560 mld euro, z czego 38,8% stanowiła sprzedaż w Stanach Zjednoczonych, 26,4% we Włoszech oraz 24,5% w pozostałych krajach Europy.
Campari zużyło w 2014 roku prawie 19 mln m³ wody, z czego 85% wykorzystane zostało w procesach destylacji oraz irygacji. Na potrzeby produkcji napojów w destylarniach przedsiębiorstwo wykorzystywało 22 litry wody do wyprodukowania butelki napoju alkoholowego, dla innych napojów ilość zużywanej wody wynosiła 2 litry przypadające na butelkę.

## Marki
Do 6 najważniejszych marek Campari Group, które w 2014 roku odpowiadały za 51% sprzedaży grupy, należą:
- Aperol
- Campari
- Cinzano
- rumy z serii Jamaica Rum
- SKYY vodka
- Wild Turkey